# 多里

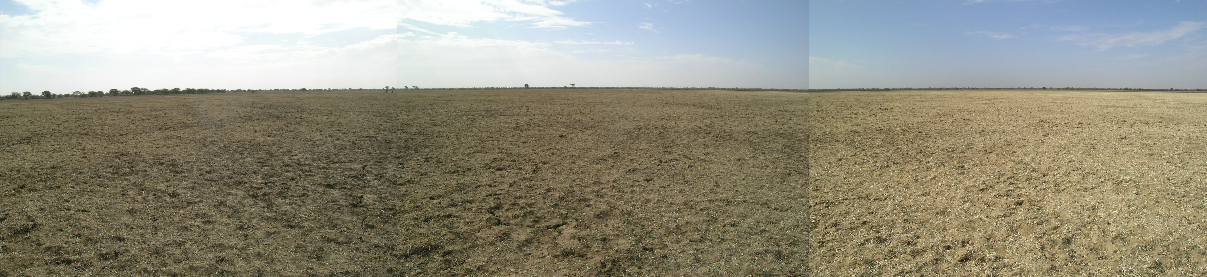

多里（法語：Dori）是布基納法索的城鎮，也是薩赫勒大區和塞諾省的首府，位於該國東北部，是該地區的商業中心。